# Follow the Leader (album Korn)
Follow the Leader – trzeci album amerykańskiej grupy nu-metalowej Korn, wydany 18 sierpnia 1998.
Album rozpoczyna się od utworu numer 13. Poprzedza go dwanaście 5-sekundowych ścieżek ciszy. Powodem tego jest, zgodnie z wywiadem dla Metal Hammer UK, to, że Johnatan Davis nie chciał, by płyta miała 13 ścieżek. Innym wytłumaczeniem jest to, ścieżki te tworzą minutową ciszę w hołdzie jednemu z fanów zespołu, Justinowi, który zmarł na raka. Poświęcono mu również jeden z utworów pod jego imieniem. Płyta zawiera parę gościnnych występów znanych wokalistów, takich jak Ice Cube w „Children of the Korn” czy Fred Durst z Limp Bizkit w „All in the Family”.
Nakręcono teledyski do utworów „Freak on a Leash” i „Got the Life”.
Album jest jak do tej pory najlepiej sprzedającym się wydawnictwem zespołu Korn, według danych z kwietnia 2002 album sprzedał się w nakładzie 3 414 717 egzemplarzy na terenie Stanów Zjednoczonych.

## Lista utworów
1. „It's on!” – 4:28
2. „Freak on a Leash” – 4:15
3. „Got the Life” – 3:45
4. „Dead Bodies Everywhere” – 4:44
5. „Children of the Korn” – 3:52
6. „B.B.K.” – 3:56
7. „Pretty” – 4:12
8. „All in the Family” – 4:48
9. „Reclaim My Place” – 4:32
10. „Justin” – 4:17
11. „Seed” – 5:54
12. „Cameltosis” – 4:38
13. „My Gift to You” – 15:40 (kończy się przy 7:12)
  - hidden track „Earache My Eye” (zaczyna się przy 9:14)

## Twórcy
- Jonathan „Hiv” Davis – śpiew, dudy
- James „Munky” Shaffer – gitara
- Brian „Head” Welch – gitara
- Reginald „Fieldy” Arvizu – gitara basowa
- David Silveria – perkusja